# Call of Duty: Advanced Warfare
Call of Duty: Advanced Warfare är ett datorspel i genren förstapersonsskjutare utvecklad av Sledgehammer Games och publicerad av Activision. Det är det elfte spelet i Call of Duty-serien och andra spelet utvecklat av Sledgehammer Games. Spelet släpptes till Microsoft Windows, Playstation 3, Playstation 4, Xbox 360 och Xbox One 4 november 2014

## Handling
Spelet utspelar sig mellan åren 2054 och 2061. Spelaren tar rollen som menige Jack Mitchell från USA:s marinkår. Han deltar i en strid mot nordkoreaner i Seoul, tillsammans med hans stridskamrater menige Will Irons och sergeant Cormack. Under striden stupar Will och Mitchell förlorar sin vänstra arm och han tvingas avsluta sin militärtjänst. Efter Wills begravning blir Mitchell erbjuden att gå med i Atlas Corporation, världens största och mäktigaste militärföretag, av dess ledare och skapare Jonathan Irons som är Wills far. Som belöning får Mitchell en högteknologisk protesarm. Irons startar senare ett krig med sitt företag med tron att skapa demokrati i världen. För att uppnå sitt mål skapar Jonathan Irons företag ett kemiskt stridsmedel döpt till "Manticore" som han planerar släppa ut över sina fiender.

## Röstskådespelare
- Troy Baker - Jack Mitchell
- Kevin Spacey - Jonathan Irons
- Gideon Emery - Gideon
- Russell Richardson - Cormack
- Angela Gots - Ilana
- Khary Payton - Knox
- Jeremy Kent Jackson - Joker
- Paul Telfer - Will Irons
- Matt Riedy - Kingpin
- Adetokumboh M'Cormack - Ajani
- Shareef Ibrahim - Joseph "Hades" Chkheidze
- Matt Riedy - General MacDonnell
- John Malkovich - Oz
- Rose McGowan - Lilith
- Jon Bernthal - Decker
- Bill Paxton - Kahn
- Bruce Campbell - Lennox
- Emerson Brooks - Prophet / Multiplayerannonsör

Olika röstroller
- Brian Bloom
- Josh Keaton
- Steve Blum
- Alan Tudyk
- Crispin Freeman
- Fred Tatasciore
- James Kyson Lee
- J.B. Blanc
- Nika Futterman

## Exo Survial
Exo Survival är ett spelarläge där ensam spelaren eller tillsammans med andra samarbetar mot anfallande fiender.

## Exo Zombies
Exo Zombies är ett spelarläge där ensam eller tillsammans med andra spelare samarbetar när zombier anfaller. Den har liknande upplägg från tidigare spel i spelarläget Zombies.

## Mottagande
Spelet mottogs av positiva recensioner från spelkritiker. Gamereactor gav spelet betyget 8 av 10. FZ gav spelet betyget 3 av 5. Aftonbladets spelredaktion gav spelet betyget 3 av 5.

### Utmärkelser
Call of Duty: Advanced Warfare vann kategorin "Best Graphics - Technology" i IGNs gala 2014.